# 日内斯泰
日内斯泰（法語：Ginestet，法語發音：[ʒinɛstɛ]）是法国多尔多涅省的一个市镇，属于贝尔热拉克区。

## 地理
日内斯泰（44°54'41"N, 0°25'46"E）面积13.06 平方千米，位于法国新阿基坦大区多爾多涅省，该省份为法国西南部内陆省份，是法國本土面积第三大的省，大致对应佩里戈尔地区，北起顺时针与夏朗德省、上维埃纳省、科雷兹省、洛特省、洛特-加龙省、吉倫特省和滨海夏朗德省接壤。
与日内斯泰接壤的市镇（或旧市镇、城区）包括：吕纳、贝尔热拉克、普里贡里约、埃罗-克朗普斯-莫朗斯。

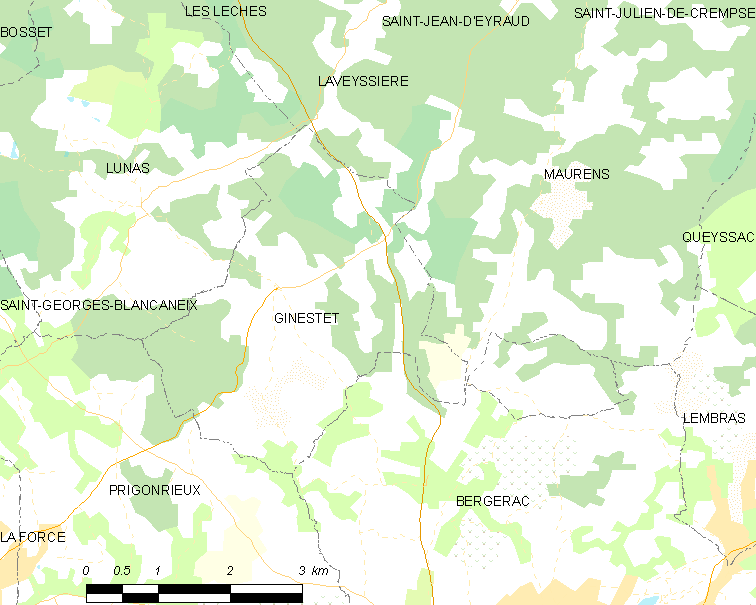
日内斯泰的OSM定位图

日内斯泰的时区为UTC+01:00、UTC+02:00（夏令时）。

## 行政
日内斯泰的邮政编码为24130，INSEE市镇编码为24197。

## 政治
日内斯泰所属的省级选区为拉福尔斯地区县。

## 人口

1962-2008年间日内斯泰人口变化图示

日内斯泰于2022年1月1日时的人口数量为758人。